# Breiðholt
Breiðholt est un district de Reykjavik, la capitale de l’Islande. C'est l'un des plus grands, avec une population d'environ 20 000 habitants.